# Маунт Стерлинг (Висконсин)
Маунт Стерлинг (енгл. Mount Sterling) град је у америчкој савезној држави Висконсин.

## Демографија
По попису из 2010. године број становника је 211, што је 4 (-1,9%) становника мање него 2000. године.
| Група             | 2000.       | 2010.       |
| Белци             | 213 (99,1%) | 210 (99,5%) |
| Афроамериканци    | 0 (0,0%)    | 0 (0,0%)    |
| Азијати           | 1 (0,5%)    | 1 (0,5%)    |
| Хиспаноамериканци | 0 (0,0%)    | 0 (0,0%)    |
| Укупно            | 215         | 211         |